# Bielinka
Bielinka (niem. Sandhoff) – dawna miejscowość w Polsce położona w województwie zachodniopomorskim, w powiecie stargardzkim, w gminie Stargard.
Miejscowość położona była 8,5 km na północny zachód od Stargardu. W latach 1975–1998 miejscowość administracyjnie należała do województwa szczecińskiego. Wchodziła w skład sołectwa Smogolice.